# کاردینال شنگرفی
سرخ‌قبای شنگرفی یا کاردینال شنگرفی (نام علمی: Cardinalis phoeniceus) یک گونه از پرندگان در خانواده کاردینالان، یعنی کاردینال‌ها یا کاردینال‌های grosbeaks است که در کلمبیا و ونزوئلا یافت می‌شود. کاردینال شنگرفی، به دلیل داشتن رنگ قرمز شنگرفی بدین نام نام‌گذاری شده است و با کاردینال سرخ متفاوت است.
کاردینال شنگرفی به تنهایی، به صورت جفت یا در گروه‌های کوچک از طریق پوشش گیاهی به جستجوی غذا می‌پردازد. رژیم غذایی آن شامل بی‌مهرگان، میوه‌های گوشتی و دانه‌ها است.